# Hurtigruten

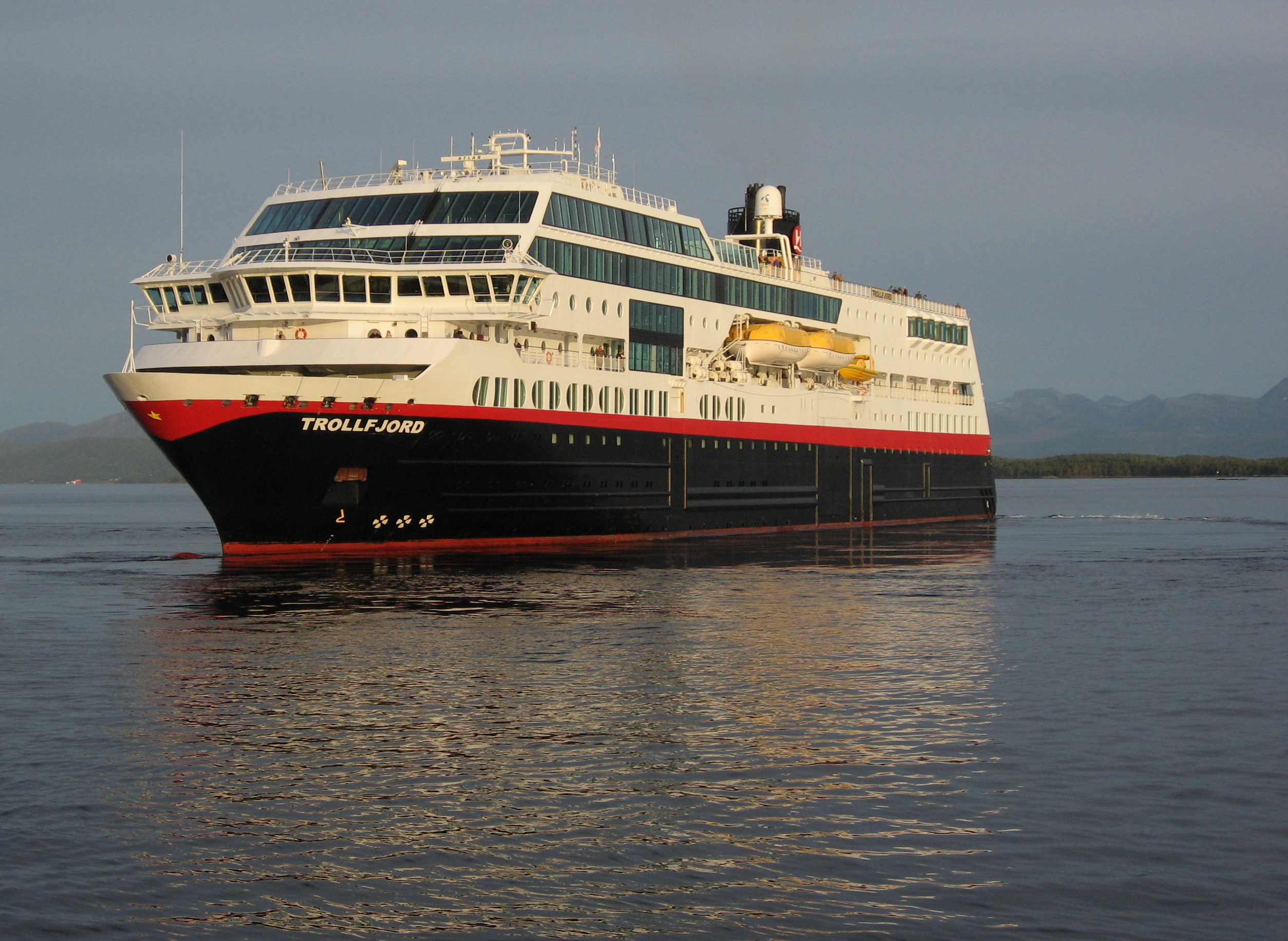
MS Trollfjord – drugi najnowszy prom we flocie Hurtigruten – w pobliżu Molde

Hurtigruten – norweska linia promowa, obsługująca codzienne kursy pasażersko-towarowe wzdłuż zachodniego i północnego wybrzeża Norwegii pomiędzy Bergen oraz Kirkenes. Nazywane czasem "Norweskim ekspresem wybrzeża", linie Hurtigruten przepływają wzdłuż prawie całej długości kraju, wykonując pełny kurs Bergen-Kirkenes-Bergen w 11 dni. Firma przewozi 1,4% wszystkich pasażerów korzystających z promów całego świata.

## Historia

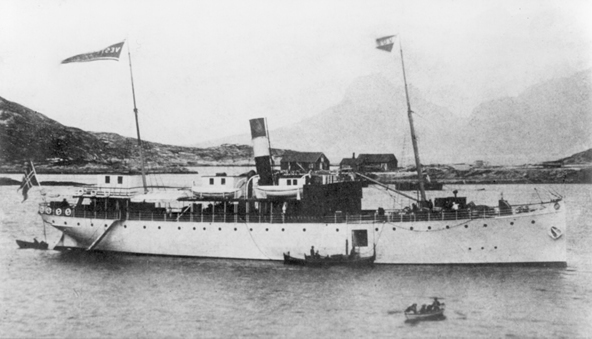
SS Vesterålen niedaleko Bodø w czasie pierwszej podróży w 1893 r.

Linie Hurtigruten zostały założone w 1893 roku na mocy umowy rządowej, zawartej w celu poprawy komunikacji wzdłuż długiego, nieregularnego wybrzeża Norwegii. SS Vesteraalen rozpoczął swoją pierwszą podróż z Trondheim do Hammerfest w dniu 2 lipca 1893 r., z postojami w Rørvik, Brønnøy, Sandnessjøen, Bodø, Svolvær, Lødingen, Harstad, Tromsø oraz Skjervøy. Statek przybył do Svolvær w poniedziałek 3 lipca ok. 20:00 po niespełna 36 godzinach oraz do Hammerfest w środę 5 lipca po 67 godzinach rejsu. Podczas tego kursu statkiem kierował Richard With, uważany za założyciela Hurtigruten. Aktualnie (2015) trasę Trondheim – Svolvær statki pokonują w 33 godziny, natomiast do Hammerfest dopływają po 41 godzinach i 15 minutach.
Uruchomienie promów było znaczącym przełomem dla społeczności wzdłuż jego trasy. Przesyłki pocztowe ze środkowej Norwegii do Hammerfest, dostarczane dotychczas w ciągu trzech tygodni (w lecie) oraz pięciu miesięcy (zimą), mogły być teraz dostarczane w zaledwie siedem dni.

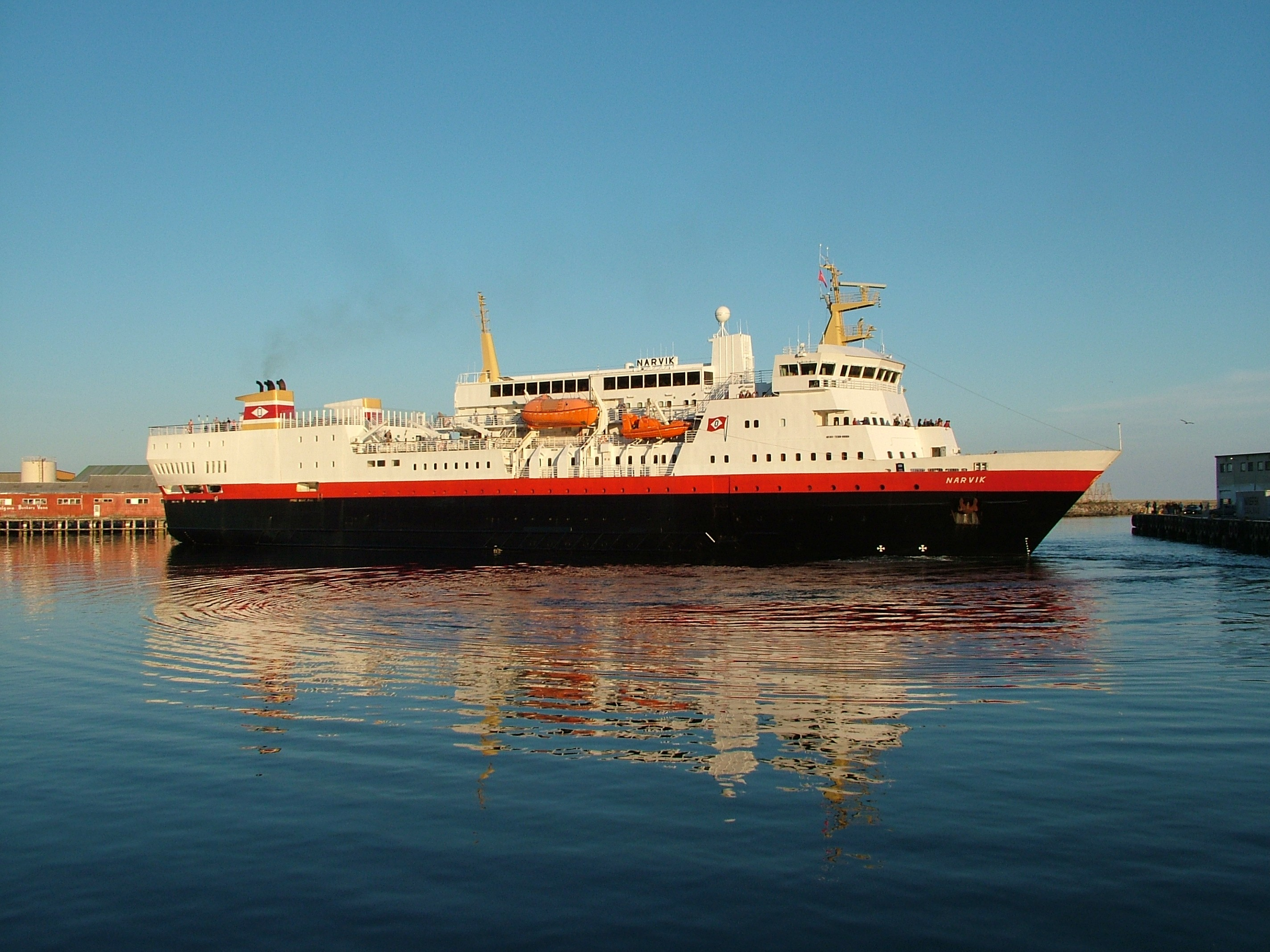
Zbudowany w 1982 r. MS Narvik podczas postoju w Svolvær

Począwszy od lat 80. XX wieku funkcja Hurtigruten zaczęła się powoli zmieniać; dotacje państwowe były stopniowo wycofywane, a operator położył większy nacisk na turystykę. Do służby zostały wprowadzone nowe, większe i bardziej luksusowe statki, mające w swoim wyposażeniu m.in. jacuzzi, bary, restauracje i wiele innych udogodnień. Mimo tego linie nadal pełnią ważną funkcję społeczną, zaspokajając potrzebę zwykłych przewozów pasażerskich oraz towarowych. Ostatnie dwa niezależne przedsiębiorstwa żeglugowe – Ofotens og Vesteraalens Dampskibsselskab (OVD) oraz Troms Fylkes Dampskibsselskap (TFDS) – zostały 1 marca 2006 r. włączone do Grupy Hurtigruten. Oprócz historycznej trasy przybrzeżnej, firma organizuje również rejsy wokół Grenlandii, Ameryki Południowej i Antarktydy.

## Aktualny stan floty

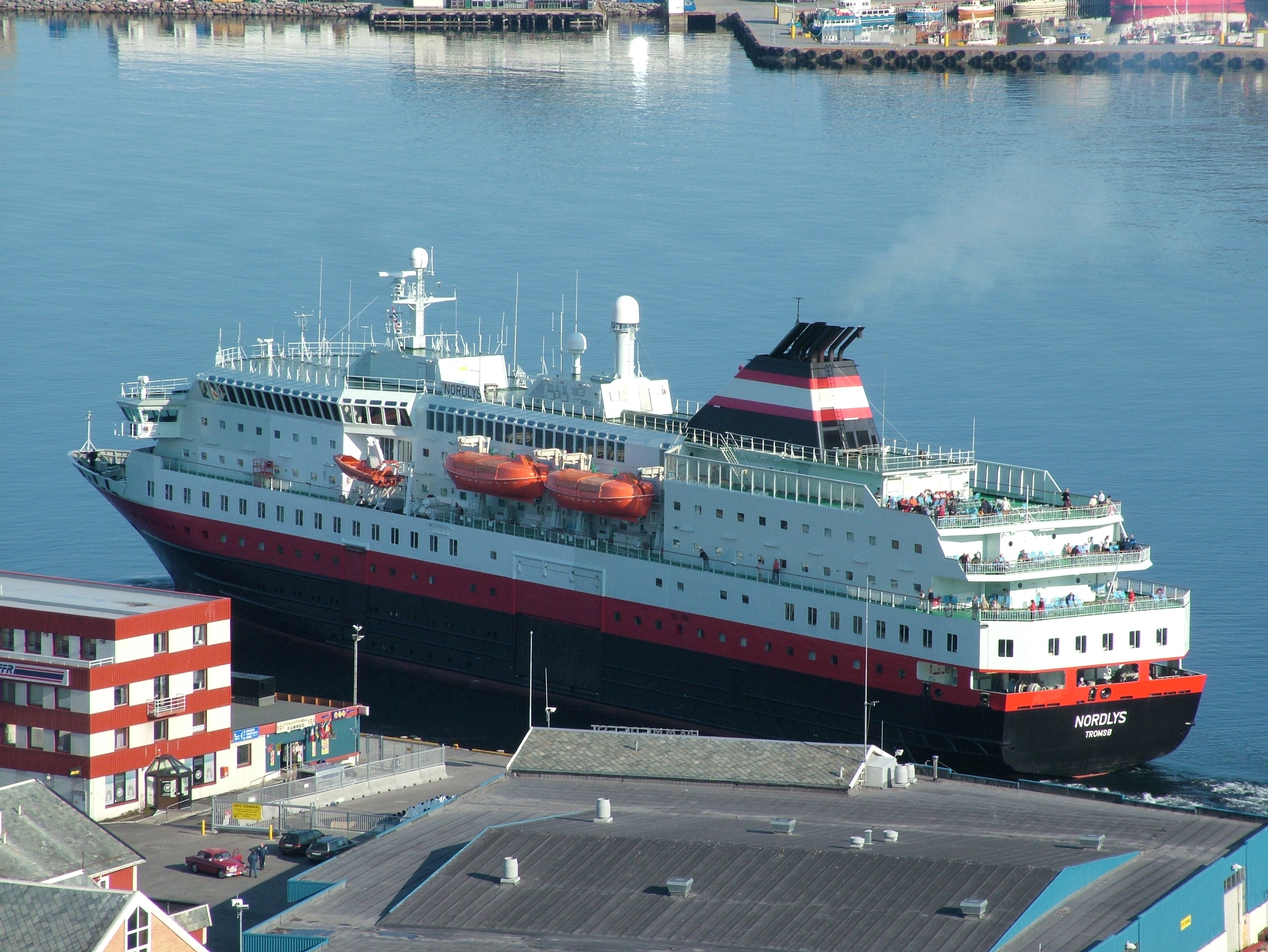
MS Nordlys w Hammerfest w czerwcu 2005 r.

### Promy rejsowe
- MS Midnatsol
- MS Trollfjord
- MS Finnmarken
- MS Nordnorge
- MS Polarlys
- MS Nordkapp
- MS Nordlys
- MS Richard With
- MS Kong Harald
- MS Vesterålen
- MS Lofoten

### Statki wycieczkowe
- MS Fram

MS Fram, upamiętniający nazwą statek badawczy Fram, wykorzystywany przez norweskiego badacza Fridtjofa Nansena podczas wypraw na biegun północny, został dostarczony w 2007 roku. Wykorzystywany jest on do rejsów dookoła Grenlandii podczas lata (dzień polarny na półkuli północnej) oraz wokół Antarktydy podczas zimy (noc polarna na półkuli północnej).
Pierwsze statki wycieczkowe, przybrzeżny parowiec MS Finnmarken zbudowany w 1956 roku oraz nadbudówka statku SS Finmarken 2 znajdują się obecnie w Stokmarknes i pełnią rolę muzeum linii Hurtigruten. Jedna z jednostek starszego typu - MS Lofoten zbudowany w 1964 roku - wciąż jest wykorzystywany w eksploatacji liniowej.  MS Nordstjernen zbudowany w 1956 roku aż do czasu jego sprzedaży w roku 2012 również był eksploatowany przez operatora na podstawowej linii. Pozostałe statki będące w użyciu zostały zbudowane między 1982 a 2003 rokiem, w tym większość z nich na przełomie XX i XXI wieku.

## Trasa

Trasa promu

W kolejności, kierunek z południa na północ:
- Bergen
- Florø
- Måløy
- Torvik
- Ålesund
- Molde
- Kristiansund
- Trondheim
- Rørvik
- Brønnøysund
- Sandnessjøen
- Nesna
- Ørnes
- Bodø
- Stamsund
- Svolvær
- Stokmarknes
- Sortland
- Risøyhamn
- Harstad
- Finnsnes
- Tromsø
- Skjervøy
- Øksfjord
- Hammerfest
- Havøysund
- Honningsvåg
- Kjøllefjord
- Mehamn
- Berlevåg
- Båtsfjord
- Vardø
- Vadsø
- Kirkenes

## Wydarzenia i incydenty po II wojnie światowej
- We wrześniu 1954 roku SS Nordstjernen osiadł w nocy na mieliźnie w Raftsundet. Statek zaczął nabierać wody i w efekcie tonąć. Na pokładzie znajdowało się 157 pasażerów oraz 46 członków załogi; 5 osób utonęło[5][6].
- 21 października 1962 roku MS Sanct Svithun wpadł na rafę niedaleko miejscowości Folda w okręgu Nord-Trøndelag z powodu błędu nawigacyjnego po opuszczeniu Trondheim. Z 90 osób znajdujących się na pokładzie ocalało jedynie 48[7].
- W 2011 roku na pokładzie MS Nordlys wybuchł pożar powstały w komorze silnika, co doprowadziło do śmierci dwóch członków załogi[8].